# Svetovno prvenstvo v hokeju na ledu 2011
Svetovno prvenstvo v hokeju na ledu 2011 je bilo 75. po vrsti. Vodila ga je Mednarodna hokejska zveza (IIHF). 46 držav je bilo razporejenih v 4 različne divizije. Tekmovanje je tudi služilo kot kvalifikacije za Svetovno prvenstvo v hokeju na ledu 2012.

## Elitna divizija
| Sodelujoče države Bratislava in Košice, Slovaška - 29. april do 15. maj 2011 | Sodelujoče države Bratislava in Košice, Slovaška - 29. april do 15. maj 2011 | Sodelujoče države Bratislava in Košice, Slovaška - 29. april do 15. maj 2011 | Sodelujoče države Bratislava in Košice, Slovaška - 29. april do 15. maj 2011 |
| Skupina A                                                                    | Skupina A                                                                    | Skupina A                                                                    | Skupina A                                                                    |
| Rusija                                                                       | Slovaška                                                                     | Nemčija                                                                      | Slovenija                                                                    |
| Skupina B                                                                    | Skupina B                                                                    | Skupina B                                                                    | Skupina B                                                                    |
| Kanada                                                                       | Švica                                                                        | Belorusija                                                                   | Francija                                                                     |
| Skupina C                                                                    | Skupina C                                                                    | Skupina C                                                                    | Skupina C                                                                    |
| Švedska                                                                      | ZDA                                                                          | Norveška                                                                     | Avstrija                                                                     |
| Skupina D                                                                    | Skupina D                                                                    | Skupina D                                                                    | Skupina D                                                                    |
| Finska                                                                       | Češka                                                                        | Latvija                                                                      | Danska                                                                       |
| ---------------------------------------------------------------------------- | ---------------------------------------------------------------------------- | ---------------------------------------------------------------------------- | ---------------------------------------------------------------------------- |

Avstrija in Slovenija sta izpadli v Divizijo I za Svetovno prvenstvo v hokeju na ledu 2012.

## Divizija I
| Sodelujoče države                                       | Sodelujoče države                                       | Sodelujoče države                                       | Sodelujoče države                                       |
| Skupina A Budimpešta, Madžarska - 17. do 23. april 2011 | Skupina A Budimpešta, Madžarska - 17. do 23. april 2011 | Skupina A Budimpešta, Madžarska - 17. do 23. april 2011 | Skupina A Budimpešta, Madžarska - 17. do 23. april 2011 |
| Italija                                                 | Madžarska                                               | Japonska                                                |                                                         |
| Nizozemska                                              | Južna Koreja                                            | Španija                                                 |                                                         |
| Skupina B Kijev, Ukrajina - 17. do 23. april 2011       | Skupina B Kijev, Ukrajina - 17. do 23. april 2011       | Skupina B Kijev, Ukrajina - 17. do 23. april 2011       | Skupina B Kijev, Ukrajina - 17. do 23. april 2011       |
| Kazahstan                                               | Ukrajina                                                | Poljska                                                 |                                                         |
| Združeno kraljestvo                                     | Litva                                                   | Estonija                                                |                                                         |
| ------------------------------------------------------- | ------------------------------------------------------- | ------------------------------------------------------- | ------------------------------------------------------- |

### Skupina A
|   | Reprezentanca | OT | Z | ZPP | PPP | P | GF | GA | GR  | TOČ |
| - | ------------- | -- | - | --- | --- | - | -- | -- | --- | --- |
| 1 | Italija       | 4  | 3 | 1   | 0   | 0 | 15 | 5  | +10 | 11  |
| 2 | Madžarska     | 4  | 3 | 0   | 1   | 0 | 29 | 11 | +18 | 10  |
| 3 | Južna Koreja  | 4  | 1 | 0   | 1   | 2 | 11 | 18 | −7  | 4   |
| 4 | Nizozemska    | 4  | 1 | 0   | 0   | 3 | 16 | 18 | −2  | 3   |
| 5 | Španija       | 4  | 0 | 1   | 0   | 3 | 6  | 25 | −19 | 2   |

- Japonska je sodelovanje na prvenstvu odpovedala zaradi uničojočega potresa in cunamija Tōhoku, ki sta prizadela nekatere japonske reprezentante in njihove družine.

### Skupina B
|   | Reprezentanca       | OT | Z | ZPP | PPP | P | GF | GA | GR  | TOČ |
| - | ------------------- | -- | - | --- | --- | - | -- | -- | --- | --- |
| 1 | Kazahstan           | 5  | 4 | 1   | 0   | 0 | 21 | 6  | +15 | 14  |
| 2 | Združeno kraljestvo | 5  | 4 | 0   | 0   | 1 | 21 | 9  | +12 | 12  |
| 3 | Ukrajina            | 5  | 3 | 0   | 1   | 1 | 19 | 12 | +7  | 10  |
| 4 | Poljska             | 5  | 2 | 0   | 0   | 3 | 18 | 15 | +3  | 6   |
| 5 | Litva               | 5  | 1 | 0   | 0   | 4 | 9  | 24 | −15 | 3   |
| 6 | Estonija            | 5  | 0 | 0   | 0   | 5 | 8  | 30 | −22 | 0   |

Italija in Kazahstan sta se kvalificirala v elitno divizijo za Svetovno prvenstvo v hokeju na ledu 2012.
Španija in Estonija sta izpadli v Divizijo II za Svetovno prvenstvo v hokeju na ledu 2012.

## Divizija II
| Sodelujoče države                                      | Sodelujoče države                                      | Sodelujoče države                                      | Sodelujoče države                                      |
| Skupina A Melbourne, Avstralija - 4. do 10. april 2011 | Skupina A Melbourne, Avstralija - 4. do 10. april 2011 | Skupina A Melbourne, Avstralija - 4. do 10. april 2011 | Skupina A Melbourne, Avstralija - 4. do 10. april 2011 |
| Srbija                                                 | Avstralija                                             | Belgija                                                |                                                        |
| Nova Zelandija                                         | Mehika                                                 | Severna Koreja                                         |                                                        |
| Skupina B Zagreb, Hrvaška - 10. do 16. april 2011      | Skupina B Zagreb, Hrvaška - 10. do 16. april 2011      | Skupina B Zagreb, Hrvaška - 10. do 16. april 2011      | Skupina B Zagreb, Hrvaška - 10. do 16. april 2011      |
| Hrvaška                                                | Romunija                                               | Islandija                                              |                                                        |
| Bolgarija                                              | Kitajska                                               | Irska                                                  |                                                        |
| ------------------------------------------------------ | ------------------------------------------------------ | ------------------------------------------------------ | ------------------------------------------------------ |

### Skupina A
|   | Reprezentanca  | OT | Z | ZPP | PPP | P | GF | GA | GR  | TOČ |
| - | -------------- | -- | - | --- | --- | - | -- | -- | --- | --- |
| 1 | Avstralija     | 5  | 5 | 0   | 0   | 0 | 27 | 6  | +21 | 15  |
| 2 | Nova Zelandija | 5  | 3 | 0   | 0   | 2 | 19 | 8  | +11 | 9   |
| 3 | Srbija         | 5  | 3 | 0   | 0   | 2 | 22 | 11 | +11 | 9   |
| 4 | Belgija        | 5  | 3 | 0   | 0   | 2 | 19 | 14 | +5  | 9   |
| 5 | Mehika         | 5  | 1 | 0   | 0   | 4 | 8  | 31 | –23 | 3   |
| 6 | Severna Koreja | 5  | 0 | 0   | 0   | 5 | 0  | 25 | –25 | 0   |

### Skupina B
|   | Reprezentanca | OT | Z | ZPP | PPP | P | GF | GA | GR  | TOČ |
| - | ------------- | -- | - | --- | --- | - | -- | -- | --- | --- |
| 1 | Romunija      | 5  | 5 | 0   | 0   | 0 | 47 | 8  | +39 | 15  |
| 2 | Hrvaška       | 5  | 4 | 0   | 0   | 1 | 53 | 10 | +43 | 12  |
| 3 | Islandija     | 5  | 3 | 0   | 0   | 2 | 24 | 18 | +6  | 9   |
| 4 | Kitajska      | 5  | 2 | 0   | 0   | 3 | 26 | 25 | +1  | 6   |
| 5 | Bolgarija     | 5  | 1 | 0   | 0   | 4 | 17 | 42 | –25 | 3   |
| 6 | Irska         | 5  | 0 | 0   | 0   | 5 | 4  | 68 | –64 | 0   |

Avstralija in Romunija sta se kvalificirali v Divizijo I za Svetovno prvenstvo v hokeju na ledu 2012.
Severna Koreja in Irska sta izpadli v Divizijo III za Svetovno prvenstvo v hokeju na ledu 2012.

## Divizija III
| Sodelujoče države                                  | Sodelujoče države                                  | Sodelujoče države                                  | Sodelujoče države                                  |
| Divizija III Kaapstad, JAR - 11. do 17. april 2011 | Divizija III Kaapstad, JAR - 11. do 17. april 2011 | Divizija III Kaapstad, JAR - 11. do 17. april 2011 | Divizija III Kaapstad, JAR - 11. do 17. april 2011 |
| Izrael                                             | Turčija                                            | Grčija                                             |                                                    |
| Južna Afrika                                       | Luksemburg                                         | Mongolija                                          |                                                    |
| -------------------------------------------------- | -------------------------------------------------- | -------------------------------------------------- | -------------------------------------------------- |

### Končna lestvica
|   | Reprezentanca | OT | Z | ZPP | PPP | P | GF | GA | GR  | TOČ |
| - | ------------- | -- | - | --- | --- | - | -- | -- | --- | --- |
| 1 | Izrael        | 5  | 4 | 1   | 0   | 0 | 57 | 9  | +48 | 14  |
| 2 | Južna Afrika  | 5  | 4 | 0   | 1   | 0 | 43 | 9  | +34 | 13  |
| 3 | Turčija       | 5  | 3 | 0   | 0   | 2 | 28 | 25 | +3  | 9   |
| 4 | Luksemburg    | 5  | 2 | 0   | 0   | 3 | 33 | 22 | +11 | 6   |
| 5 | Grčija        | 5  | 1 | 0   | 0   | 4 | 7  | 79 | −72 | 3   |
| 6 | Mongolija     | 5  | 0 | 0   | 0   | 5 | 0  | 25 | −25 | 0   |

Izrael in Južna Afrika sta se kvalificirali v Divizijo II za Svetovno prvenstvo v hokeju na ledu 2012. 